# Trương Thị Mai
Trương Thị Mai (ur. 23 stycznia 1958 w prowincji Quảng Bình) – wietnamska polityczka. Członkini Zgromadzenia Narodowego Wietnamu i Sekretariatu Partii Komunistycznej Wietnamu.

## Życiorys

### Młodość, edukacja i kariera zawodowa
Trương urodziła się 23 stycznia 1958 w prowincji Quảng Bình w Wietnamie Północnym.
Ukończyła studia na Université de Dalat.
W latach 1978–1980 pracowała jako nauczycielka w lokalnej szkole. W latach 1985–1987 była wicedyrektorką szkoły.
W 1994 roku była sekretarzem komitetu centralnego komunistycznej młodzieżówki w Ho Chi Minh, a w 1998 roku przewodniczącą ogólnokrajowej młodzieżówki.

### Działalność polityczna
W 1985 roku dołączyła do Komunistycznej Partii Wietnamu. W latach 1980–1985 pracowała w komitecie partii w prowincji Lâm Đồng. Od 1987 do 1989 była zastępcą sekretarza regionalnego komitetu centralnego, a od 1991 do 1993 jego sekretarzem.
Była członkinią 10, 11, 12 i 13 kadencji Zgromadzenia Narodowego Wietnamu (2002–2016). Podczas 13 kadencji zasiadała w komisji do spraw społecznych.
28 stycznia 2016 roku została wybrana członkinią politbiura Komunistycznej Partii Wietnamu. 8 kwietnia 2021 roku jako pierwsza kobieta została mianowana przewodniczącą Komitetu Organizacyjnego Komunistycznej Partii Wietnamu zastępując Phạma Minha Chínha, który objął funkcję premierza Wietnamu. Tego samego roku została ponownie wybrana członkinią politbiura.
6 marca 2023 politbiuro Komunistycznej Partii Wietnamu mianowało ją na stanowisko Sekretarza Wykonawczego Sekretariatu Partii Komunistycznej Wietnamu. Zastąpiła Võ Văna Thưởnga, który został wybrany prezydentem Wietnamu.